# Director de colección
En el dominio de la edición, un director de colección es una persona cuyo trabajo principal consiste en dirigir una colección, es decir, consiste en dirigir los recursos editoriales y comerciales disponibles, a efectos de asegurar el éxito de las ediciones de esa colección. Bajo la responsabilidad y la decisión de este director está todo lo concerniente a la colección, o sea, diseño y edición propiamente dicho, distribución, promoción y propaganda, relacionamiento con los autores, comercialización, financiamiento, etc.
Ejemplos de colecciones podrían darse muchos, como surge de las referencias que se indican seguidamente: